# Tragulina
Os Tragulinos (Tragulina) são uma subdivisão da subordem Ruminantia que exclui os ruminantes mais avançados do grupo Pecora e incorpora todos os diversos grupos de ruminantes primitivos semelhantes aos trágulos, os últimos remanescentes deste grupo.
- Os Hipertragulídeos (Hypertragulidae foram uma família de Artiodátilos (Cetartiodactyla) fósseis. São ruminantes (Ruminantia) muito primitivos.
- Os Tragulídeos (Tragulidae) são a única família viva.
- Família Praetragulidae (extinta)
- Família Leptomerycidae (extinta)
- Família Lophiomerycidae (extinta)
- Família Archaeomerycidae (extinta)
- Família Gelocidae (extinta)

- Os Leptotragulídeos (Leptotragulidae já foram considerados uma subfamília dos Hypertragulidae, mas na verdade são mais próximos aos Protoceratidae.

## Taxonomia da InfraordemTragulina

### FamíliaPraetragulidae
- Praetragulus
  - Praetragulus gobiae (Matthew & Granger, 1925) (="Lophiomeryx" gobiae) - Eoceno Superior, Ergilin Dzo, Mongólia
  - Praetragulus electus Vislobokova, 1998 - Oligoceno Inferior, Khoer Dzan, Mongólia
- Parvitragulus Emry, 1978
  - Parvitragulus priscus Emry, 1978 - Oligoceno Inferior, Chadroniano, Wyoming e Texas, EUA
- Simimeryx  Stock, 1934
  - Simimeryx hudsoni Stock, 1934 - Eoceno Superior, Duchesneano, Califórnia, EUA
  - Simimeryx minutus Peterson, 1934 - Eoceno Superior, Duchesneano, Utah, EUA

### FamíliaArchaeomerycidae
- Archaeomeryx Matthew & Granger, 1925
  - Archaeomeryx sp. - Eoceno Médio, Shara-Murun, Mongólia
- Miomeryx
  - Miomeryx altaicus - Eoceno Superior, Ergilin Dzo, Mongólia

### FamíliaGelocidae
- Phaneromeryx
- Paragelocus
- Paragelocus sp.
- Gelocus Aymard, 1855
  - Gelocus communis - Oligoceno Inferior, Europa
  - Gelocus minor
  - Gelocus quercyi
  - Gelocus villebramarensis
- Pseudogelocus
  - Pseudogelocus suevicus
- Prodremotherium Filhol, 1877
  - Prodremotherium elongatum
  - Prodremotherium trepidum
- Cryptomeryx (o mesmo Iberomeryx?)
- Pseudoceras Frick, 1937
  - P. klausi
  - P. skinneri (=P. potteri) Frick, 1937 - Mioceno Médio, Clarendoniano, Nebraska, EUA; Honduras.
  - Pseudoceras wilsoni Frick, 1937 - Mioceno Médio, Clarendoniano, Nebraska, EUA
- Gobiomeryx
  - Gobiomeryx dubius Trofimov, 1957 - Eoceno superior, Erguil Obo, Mongólia.
- Rutitherium
  - Rutitherium nouletti
- Eumeryx Matthew & Granger, 1924 
  - Eumeryx culminis Matthew & Granger, 1924
  - Eumeryx imbellis Vislobokova, 1983

### FamíliaHypertragulidaeCope, 1879

#### Subfamília Incerta
- Andegameryx Ginsburg, 1971
- Andegameryx andegaviensis Ginsburg, 1971 - Mioceno Inferior (MN 2), Cetina de Aragón, Espanha.
- Nanotragulus Lull, 1922 (=Allomeryx)
  - Nanotragulus  loomisi Lull, 1922 (=N. intermedius, N. lulli) - Oligoceno Superior, Arikareeano, Nebraska, Flórida e Dakota do Sul, EUA.
  - Nanotragulus ordinatus (=N. albanensis, N. matthewi)
  - Nanotragulus planiceps (Sinclair, 1905) (=Allomeryx planiceps) - Oligoceno Superior, Arikareeano, Oregon, EUA.
- Notomeryx Qiu, 1978
  - Notomeryx besensis Qiu, 1978- Bacia do Bose, China (pode ser um Gelocidae)

#### SubfamíliaHypertragulinaeCope, 1879
- Hypertragulus Cope, 1873
  - Hypertragulus calcaratus (Cope, 1873) (=H. fontanus, H. tricostatus) - Oligoceno Inferior-Médio, Orellano, Nebraska, Colorado e Dakota do Sul; Oligoceno Superior, Arikareeano, Montana e Califórnia (=H. fontanus).
  - Hypertragulus chadronensis
  - Hypertragulus crawfordensis
  - Hypertragulus dakotensis
  - Hypertragulus heikeni
  - Hypertragulus hesperius
  - Hypertragulus minor
  - Hypertragulus minutus
  - Hypertragulus quadratus
  - Hypertragulus sequens

#### SubfamíliaHypisodontinae
- Hypisodus Cope, 1873
  - Hypisodus alacer  Troxell, 1920 - Oligoceno Inferior-Médio, Orellano, Nebraska, EUA
  - Hypisodus ironsi Cook, 1934 - Oligoceno Médio, Whitneyano, Nebraska, EUA.
  - Hypisodus minimus (=H. ringens)
  - Hypisodus paululus
  - Hypisodus retallacki

### FamíliaLeptomerycidae
- Hendryomeryx
  - Hendryomeyx sp.  - Oligoceno Inferior, Chadroniano, Wyoming, EUA
- Leptomeryx
  - "Leptomeryx" mammifer Cope, 1886  - Oligoceno Inferior, Chadroniano, Wyoming, EUA
  - "Leptomeryx" speciosus Lambe, 1908  - Oligoceno Inferior, Chadroniano, Wyoming, EUA
  - Leptomeyx yoderi Schlaijker, 1935 - Oligoceno Inferior, Chadroniano, Wyoming, EUA
- Xinjiangmeryx
  - Xinjiangmeryx sp. - Bacia de Tufan, Xinjiang, China
- Pseudomeryx Trofimov
- Pseudoparablastomeryx
  - Pseudoparablastomeryx francescita (Frick, 1937) - Mioceno Médio, Barstoviano, Nebraska, EUA
  - Pseudoparablastomeryx scotti
- Pronodens Koerner, 1940
  - Pronodens silberlingi Koerner, 1940 - Oligoceno Superior, Arikareeano, Montana, EUA.
  - Pronodens transmontanus

### FamíliaLophiomerycidae
- Zhailimeryx
  - Zhailimeryx jingweni - Eoceno Médio, Zhaili, China.
- Iberomeryx
  - Iberomeryx minus (=Bachitherium minor, Cryptomeryx gaudryi - Oligoceno Médio (MP 23), Europa Ocidental.
  - Iberomeryx savagei - Oligoceno Superior, Bacia de Kargil, Índia
- Lophiomeryx
  - Lophiomeryx angarae Matthew & Granger, 1925 - Eoceno Superior, Ergilin Dzo, Mongólia
  - Lophiomeryx shinaoensis - Shinao, China
  - Lophiomeryx gracilis - Shinao, China
  - Lophiomeryx chalaniati - Oligoceno Médio (MP 25), Europa Ocidental.
- Krabimeryx
  - Krabimeryx primitivus - Eoceno Superior, Krabi, Tailândia
- Gênero não-descrito - Oligoceno Inferior, Paali, Paquistão.